# مهمان‌سرای دو دنیا
مهمان‌سرای دو دنیا (به فرانسوی: Hôtel des deux mondes، به انگلیسی: Between Worlds) نمایش‌نامه‌ای است از اریک امانوئل اشمیت در سال ۱۹۹۹. 
این کتاب به قلم دکتر شهلا حائری به زبان پارسی برگردان شده‌است.

## داستان
این نمایشنامه داستان قرار گرفتن چند انسان بر اثر حادثه‌ای در جایی میان دو دنیا را به تصویر می‌کشد. شخصیت اصلی این داستان که نامش ژولین است در ابتدا به وجود اعتقادی نداشت و به گمانش آدم‌های اطراف و نیز اشیاء و دنیای پیرامونش حقیقت نداشتند. این عدم اطمینان با گذشت زمان و قرار گرفتن او در مکانی بین دو دنیا و همچنین لمس عشقی حقیقی به دختری به نام لورا به یقین تبدیل می‌شود.
داستان از آنجایی آغاز می‌شود که ژولین گیج و منگ در حالی که به دیوارهای آسانسور تکیه داده وارد صحنه می‌شود. او درست نمی‌تواند به یاد بیاورد که چه طور وارد آن مهمانسرا شده. رئیس دلبک، راجاپور غیب آموز و ماری مارتن وارد صحنه می‌شوند. ژولین از آن سه می پرسد که کجاست. هر سه برایش تعریف می‌کنند که هر کدام به چه دلیل گذارشان به آنجا افتاده؛ اغما... سکتهٔ قلبی... تصادف بین راه...
در این میان دکتر س... وارد صحنه می‌شود. وی که به ظاهر ریاست کل مهمانسرا را بر عهده دارد برای ژولین توضیح می‌دهد که در حال رانندگی از جاده منحرف شده و به درختی برخورد کرده و در حال حاضر در کماست. جایی بین مرگ و زندگی. ژولین به هیچ وجه حاضر نمی‌شود باور کند که چه اتفاقی افتاده. اگر زنده بماند با آسانسور به پایین برده می‌شود و اگر نه به بالا.
داستان از آنجایی آغاز می‌شود که ژولین گیج و منگ در حالی که به دیوارهای آسانسور تکیه داده وارد صحنه می‌شود. او درست نمی‌تواند به یاد بیاورد که چه طور وارد آن مهمانسرا شده.
غیب آموز در جواب ژولین که می‌گوید دنیا برایش کسالت‌آور و یکسان بود می‌گوید:" بی اشتهایی چه بسا بدترین دردهاست. وقتی سیر به دنیا می‌آین، قبل از این که فریاد بزنین دهنتون رو پر می‌کنن، قبل از این که پول درارین خرج می‌کنین، اینا ادم رو خیلی اهل مبارزه بار نمی اره. برای ما بی اقبال‌ها، چیزی که زندگی رو اشتهااور میکنه اینه که پر از چیزهاییه که ما نداریم. زندگی برای این زیباست که بالاتر از حد امکانات ماست."( صفحهٔ 42 کتاب)
‌مهمان‌سرای دو دنیا، ظاهراً به جهان بعد از مرگ می‌پردازد به برزخی که آدمی در شرایط کما به آن دچار می‌شود اما در واقع این مهمان‌سرا، نماد ضمیر ناخودآگاه آدمی است. جدایی اصلی میان خودآگاه و ناخودآگاه در مهمان‌سرای دو دنیا در واقع به شکلی نمادین مورد توجه اشمیت، قرار گرفته‌است‌. مهمان‌سرا، مکان ناخودآگاهی آدمی و جهان واقعی و زنده، خودآگاهی آدمی است و بدین‌سان است که انسان‌هایی که از مهمان‌سرا به جهان زندگان، باز می‌گردند همه اتفاقات جهان ناخودآگاه را فراموش می‌کنند. مگر اینکه با شوکی عاطفی روبه‌رو شوند تا آن ناخودآگاه به خودآگاه تبدیل شود آرزویی که بیننده برای شخصیت‌های نمایشی ژولین و لورا دارد.
این نمایشنامه در ایران به کارگردانی تنی چند از کارگردانان مطرح تأتر بر روی صحنه رفته‌است. در اجرای نمایشنامه به کارگردانی محمد علی عسگری، علیرضا ناصربخت، نارسیس کهرام، سیاوش عقدایی، بهار ارجمند، مهناز میرزایی و حسن خلقت دوست ایفای نقش نموده‌اند. 
دربارهٔ نویسنده، اریک امانوئل اشمیت
اریک امانوئل اشمیت، متولد 1960 فرانسه است. وی در رشته فلسفه تحصیل کرده و آثار نمایشی‌اش که بازتاب نگرش فلسفی‌اش می‌باشد. در این دهه، اشمیت یکی از پر خواننده‌ترین نویسنده‌های فرانسوی در جهان است. کتاب‌های او تا به حال به 43 زبان زندهٔ جهان ترجمه شده  و بیش از 50 کشور جهان نمایشنامه‌های او را اجرا می‌کنند. مذهب در جهان نقش عمده‌ای در آثار اشمیت دارد. در «دایره نامعلوم» وی سعی در برقراری هارمونی بین مذهب و فرهنگ دارد. «میلارپا» اولین داستان از این سری است و به بودائیسم تبتی می‌پردازد. داستان بعدی «آقا ابراهیم و گل‌های قرآن» به صوفیسم تقدیم شده و «اسکار و بانوی گلی‌پوش» محتوایی دربارهٔ مسیحیت دارد. در این کتاب نیز با اعتقادی راسخ زندگی بعد از مرگ را مطرح می‌کند.
هیچ یک نمی‌دانند چگونه گذرشان به مهمانسرای دو دنیا افتاد و چه زمانی از آن خارج خواهند شد و سرانجام به کجا خواهند رفت. این نمایشنمه حکایتی است پر رمز و راز، شگفت انگیز و غافلگیرکننده در فضایی میان رؤیا و واقعیت، مرگ و زندگی، کمدی و تراژدی.

## اقتباس
در سال ۱۳۹۶ شهاب حسینی بازیگر و کارگردان مطرح سینمای ایران فیلم سینمایی مقیمان ناکجا را با اقتباس از نمایشنامهٔ مهمان‌سرای دو دنیا تهیه و کارگردانی کرد.